# Vinson Massif
Vinson Massif är det högsta berget i Antarktis och ligger i Ellsworth Land nära basen av den Antarktiska halvön ungefär 1 200 km från Sydpolen. Berget är 4 892 m högt, ungefär 24 km långt och 15 km brett och tillhör bergskedjan Sentinel Range som i sin tur är en del av Ellsworth Mountains.
Bergets existens var okänt fram till 1958 när det noterades av ett flygplan från USA:s flotta. Det fick sitt namn efter Carl Vinson, en kongressman från Georgia i USA som skänkt mycket pengar till forskning om Antarktis.
Berget är ganska lätt att klättra rent tekniskt, men ligger avlägset och det är problem med kyla och andra förhållanden. Första bestigningen var 1966 av en amerikansk expedition där 11 personer nådde toppen. Det finns numera turistresor med toppbestigning.